# Stargardský rejdič
Stargardský rejdič, též stargardský rejdič třasokrčka, je plemeno holuba domácího nápadné dlouhým labutím krkem s potřesem. Je to vyloženě okrasné plemeno. V seznamu plemen EE a v českém vzorníku plemen náleží mezi rejdiče a to pod číslem 0818.
Pochází z Pomořan, z okolí dnešního polského města Stargard. Na jeho vzniku se podílela různá plemena dlouhozobých rejdičů a také holub plemene mookee. Hlava stargardského rejdiče je malá, jemná a poněkud hranatá, zobák je dlouhý a slabý. Oční duhovka je perlová, obočnice jen úzké a světlé. Může být chocholatý i hladkohlavý. Nejcharakterističtějším znakem tohoto plemene je dlouhý, tenký, esovitě zahnutý krk. Při vzrušení jím holub nápadně potřásá dopředu a dozadu. Na těle zřetelně vystupuje osvalení, hřbet se svažuje dozadu a křídla jsou nesena na ocase. Většina stargadských rejdičů je bezrousá.
Barevných a kresebných rázů třasokrčky existuje jen málo, existují holubi bílí, celobarevní v červené, žluté a černé barvě, modří černopruzí a kapratí, šedohnědě kapratí a tygři.
Stargardský rejdič není příliš rozšířené plemeno, občas je však používán jako chůvka pro krátkozobé rejdiče.